# ベンジルコハク酸シンターゼ
ベンジルコハク酸シンターゼ(Benzylsuccinate synthase、EC 4.1.99.11)、以下の化学反応を触媒する酵素である。
ベンジルコハク酸{\displaystyle \rightleftharpoons }トルエン + フマル酸
従って、この酵素の基質はベンジルコハク酸のみ、生成物はトルエンとフマル酸の2つである。
この酵素はリアーゼ、特に炭素-炭素結合を切断するその他のリアーゼに分類される。系統名は、ベンジルコハク酸 フマル酸リアーゼ (トルエン形成)(enzylsuccinate fumarate-lyase (toluene-forming))である。他に、benzylsuccinate fumarate-lyaseとも呼ばれる。この酵素は、安息香酸の分解に関与している。